# Cyphostemma tenuissimum
Cyphostemma tenuissimum là một loài thực vật hai lá mầm trong họ Nho. Loài này được (Gilg & R.E.Fr.) Desc. ex Wild & R.B.Drumm. miêu tả khoa học đầu tiên năm 1966.